# Cosmopolis (film)
Cosmopolis è un film del 2012 scritto e diretto da David Cronenberg.
Tratto dall'omonimo romanzo dello scrittore italo-americano Don DeLillo, pubblicato in Italia da Einaudi nel 2003, il film, interpretato da Robert Pattinson, Samantha Morton, Jay Baruchel, Paul Giamatti, Kevin Durand e Juliette Binoche, è incentrato su un giovane miliardario che attraversa New York a bordo della sua limousine, incontrando diversi personaggi e ostacoli lungo il percorso.

## Trama
Il miliardario Eric Packer, dopo una disastrosa giornata a Wall Street, decide di attraversare Manhattan a bordo della sua limousine per raggiungere dall'altra parte della città la bottega del suo barbiere di fiducia. Non vi è alcuna necessità reale, si tratta di una scelta bizzarra, una specie di scommessa con se stesso e con le numerose ritrose che guastano la sua pettinatura. L'auto procede a passo d'uomo, New York è bloccata: la visita del presidente degli Stati Uniti d'America, il funerale di una celebre star del rap e, non ultima, una manifestazione di anarchici ne paralizzano il traffico. Elise Shifrin, la donna che recentemente ha sposato, disattende subito le sue aspettative e inibisce a Eric tutte le conoscenze utili di cui pure è in possesso e che gli sarebbero necessarie a risolvere lo scivolamento sul mercato azionario.
Invano Eric chiederà ad altre donne di uscire dalle ambiguità che complicano la sua posizione e nemmeno l'esperta Didi Fancher, sua manager personale, sa consigliargli nulla di più che l'attesa, invitandolo nel frattempo all'acquisto di un Rothko che presto sarà sul mercato. Nella sua limousine, pur tenendo riunioni importanti sulla sicurezza della sua società, Eric ha il suo medico privato che svolge su di lui uno scrupoloso check-up giornaliero. Eric si preoccupa per la sua prostata asimmetrica, così come recita la diagnosi specialistica.
Tuttavia i disordini in città sembrano placarsi, ma nuove indiscrezioni turbano nuovamente i suoi affari, al punto che Eric si vede costretto prima ad assassinare il capo della sicurezza e poi a dismettere frettolosamente uno degli assi portanti del suo impero finanziario. Un'operazione che lo renderà vulnerabile agli attacchi speculativi i quali determineranno la sua repentina fine proprio per mano di chi aveva propiziato l'iniziale successo della sua immagine finanziaria.

## Produzione
Nel febbraio 2009, è stato annunciato che Paulo Branco avrebbe prodotto l'adattamento cinematografico del romanzo Cosmopolis di Don DeLillo, con un budget stanziato sui 10-20 milioni di dollari. Il 26 luglio dello stesso anno, David Cronenberg è stato annunciato come regista e sceneggiatore del progetto, le cui riprese sarebbero dovute cominciare nel 2010 con alla produzione l'Alfama Films di Branco e la Toronto Antenna di Cronenberg. La sceneggiatura del film è stata scritta da Cronenberg in soli sei giorni. La produzione del film ha poi subito una battuta d'arresto tra il 2009 e il 2010, spingendo il regista a dedicarsi alla regia di A Dangerous Method (2011). Nel frattempo, diversi membri del cast come Colin Farrell, inizialmente scelto per il ruolo del protagonista, e Marion Cotillard hanno abbandonato il progetto per via dei ritardi della produzione. Robert Pattinson è entrato a far parte del cast primi mesi del 2011, sostituendo Farrell. Il budget definitivo del film ammonta a 20.5 milioni di dollari.

## Colonna sonora
La colonna sonora del film è stata composta da Howard Shore, abituale collaboratore di Cronenberg, e dal gruppo indie rock canadese Metric. I due avevano già lavorato assieme nella colonna sonora di The Twilight Saga: Eclipse (2010), sempre con Pattinson protagonista, e fu proprio il compositore britannico a voler collaborare nuovamente con la band in Cosmopolis. Shore ha composto tutti i pezzi della colonna sonora, interpretati dai Metric, che hanno anche scritto ed interpretato tre canzoni facenti parte della colonna sonora del film: Long to Live, I Don't Want to Wake Up e Call Me Home. Della colonna sonora fa anche parte il brano Mecca del rapper somalo-canadese K'naan, scritto assieme all'autore di Cosmopolis Don DeLillo. La colonna sonora è stata pubblicata da Howe Records il 4 giugno 2012.

### Tracce
1. White Limos – 1:59 (musica: Howard Shore)
2. Metric – Long to Live – 4:26 (Emily Haines, James Shaw e Howard Shore)
3. Rat Men – 4:44 (musica: Howard Shore)
4. Asymmetrical – 4:11 (musica: Howard Shore)
5. Metric – I Don't Want to Wake Up – 4:14 (Emily Haines, James Shaw e Howard Shore)
6. A Credible Threat – 1:53 (musica: Howard Shore)
7. Metric – Call Me Home – 2:36 (Emily Haines, James Shaw e Howard Shore)
8. Haircut – 3:58 (musica: Howard Shore)
9. K'naan – Mecca – 2:55 (testo: Don DeLillo, K'naan)
10. The Gun – 2:34 (musica: Howard Shore)
11. Benno – 6:52 (musica: Howard Shore)

## Promozione
Dopo l'uscita sul web di numerose foto dal set e del teaser poster, il 22 marzo 2012 viene diffuso il primo trailer del film, seguito il 13 maggio dalla versione in italiano.

## Distribuzione

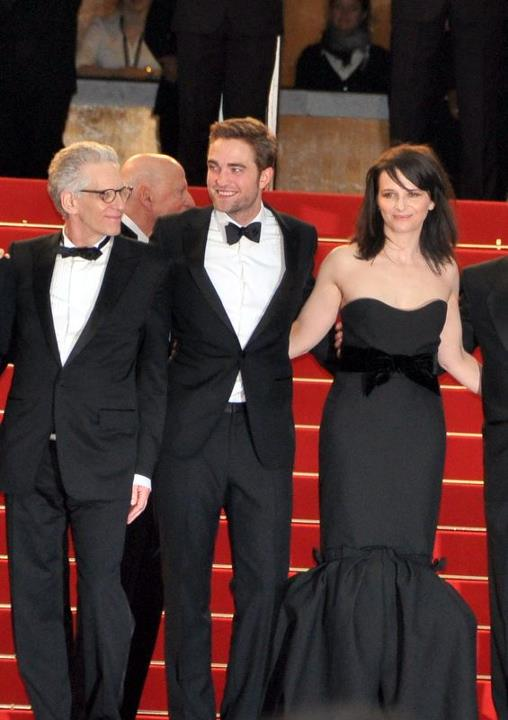
Il regista David Cronenberg con gli attori Robert Pattinson e Juliette Binoche al Festival di Cannes 2012.

Il film è stato presentato in anteprima al Festival di Cannes 2012 il 25 maggio, dove ha concorso per la Palma d'oro.
Il film è stato distribuito nelle sale italiane in contemporanea con la sua uscita al Festival, il 25 maggio 2012, ad opera di 01 Distribution. È stato distribuito nelle sale canadesi partire dall'8 giugno 2012 da eOne Films.

## Riconoscimenti
- 2012 - Festival di Cannes[20]
  - Candidatura per la Palma d'oro a David Cronenberg